# Ciudad Altamirano
Ciudad Altamirano – miasto w Meksyku, w stanie Guerrero.